# Termia (jednostka ciepła)
Termia (th) (od gr. θερμός thermos „ciepły”) – używana dawniej jednostka ciepła, będąca wielokrotnością kalorii. Równa jest energii cieplnej potrzebnej do podgrzania 1 tony wody o jeden stopień, od temperatury 14,5 do 15,5 °C. 
Jednostkę tę należy odróżnić od jednostki therm, równej 100 000 BTU.
1 th = 1·106 cal = 1000 kcal = 1 Mcal = 4,1855·106 J